# Teatro Maipo
Pour les articles homonymes, voir Maipo.
Le Teatro Maipo se trouve dans la ville de Buenos Aires, dans les environs de l'obélisque est l'un des théâtres les plus importants de cette ville. Son adresse est Calle Esmeralda 449.